# Stazione di Ichon
La stazione di Ichon (이촌역, 二村驛, Ichon-yeok) è una stazione ferroviaria di Seul servita dalla linea 4 della metropolitana in sotterranea, e dalla linea Jungang della Korail in superficie. Si trova vicino al Museo nazionale della Corea. L'area di Ichon-dong, nei pressi della stazione, è inoltre la più grande comunità di giapponesi in Corea del Sud.

## Storia
La stazione è stata aperta il 9 dicembre 1978 sulla linea Jungang e l'apertura della sezione della metropolitana è avvenuta nel 1985.

## Linee
Korail
■ Linea Jungang
 Seoul Metro
● Linea 4

## Struttura

### Sezione Korail
La stazione di superficie è dotata di due piattaforme laterali con porte di banchina serventi 2 binari.
| 1 | ■ Linea Jungang | per Yongsan                                                               |
| 2 | ■ Linea Jungang | Direzione Wangsimni, Cheongnyangni, Deokso, Paldang, Yangpyeong e Yongmun |

### Sezione Metropolitana
La stazione sotterranea della linea 4 è dotata di due piattaforme laterali con porte di banchina serventi 2 binari.
| 1 | ● Linea 4 | per Sadang, Geumcheon, Ansan e Oido                |
| 2 | ● Linea 4 | per Seul, Chungmuro, Dongdaemun, Nowon e Danggogae |

## Stazioni adiacenti
| «             | Servizio      | »             |
| Linea Jungang | Linea Jungang | Linea Jungang |
| ------------- | ------------- | ------------- |
| Yongsan       | Locale        | Seobinggo     |
| Yongsan       | Espresso      | Oksu          |
| Linea 4       |               |               |
| Sinyongsan    | -             | Dongjak       |